# Life Is Hot in Cracktown
Life Is Hot in Cracktown è un film del 2009 diretto da Buddy Giovinazzo e tratto dall'omonima raccolta di racconti dello stesso autore.